# トム・パートン
トム・パートン（Tom Parton、1998年2月2日 - ）は、ジャパンラグビーリーグワンの埼玉パナソニックワイルドナイツに所属する、イングランド出身のラグビーユニオン選手である。

## 経歴
2017-18シーズンから2022-23シーズンまで、イングランドのクラブチームであるロンドン・アイリッシュに所属した。
2022年6月、当時イングランド代表ヘッドコーチを務めていたエディー・ジョーンズから、イングランド代表のトレーニングキャンプに招集された。
2023-24シーズンから、プレミアシップのサラセンズに加入。
2024年12月28日、ジャパンラグビーリーグワンの埼玉パナソニックワイルドナイツへの入団を発表した。
2025年2月1日に行われたJAPAN RUGBY LEAGUE ONE第6節交流戦浦安D-Rocks戦にて先発出場でリーグワン公式戦初出場を果たした。